# Grupo mixto (España)
Grupo mixto se denomina  a un grupo parlamentario formado por todos los diputados de las Cortes Generales que no cumplen los requisitos esenciales para formar un grupo parlamentario propio, según la Constitución española, la ley española, o el reglamento interno del parlamento. No se integran en el grupo mixto los parlamentarios electos que han sido expulsados de su partido o han salido de él. Éstos pasan a denominarse parlamentarios o diputados no adscritos; quedan relegados a un papel marginal, supeditado a la generosidad de la Mesa.
Muchas de las iniciativas y discusiones parlamentarias se tramitan a través de los grupos parlamentarios, por lo que tiene mucha importancia la capacidad o no de una formación de formar un grupo parlamentario propio. El grupo mixto asume la capacidad de esos diputados minoritarios para canalizar sus iniciativas. A pesar de las limitaciones, en general el Grupo Mixto disfruta las mismas posibilidades de intervención en las labores de la Cámara que los otros grupos parlamentarios.

## Composición actual

### XV Legislatura

#### Congreso de los Diputados
Tras las elecciones generales de 2023 y de la Sesión Constitutiva del 17 de agosto de 2023, el grupo mixto en el Congreso de los Diputados fue integrado por los diputados de Bloque Nacionalista Galego, Coalición Canaria y Unión del Pueblo Navarro, a los que se sumaron los de Podemos el 5 de diciembre. A finales de febrero de 2024, al Grupo se les unía José Luis Ábalos, expulsado de militancia del PSOE pero que decidió mantener su acta como diputado, fuera de las filas socialistas.
| Partido | Partido                              | Diputados                                                                               | Escaños | Notas |
| ------- | ------------------------------------ | --------------------------------------------------------------------------------------- | ------- | --- |
|         | Bloque Nacionalista Galego           | Néstor Rego Candamil                                                                    | 1/350   | |
|         | Coalición Canaria                    | Cristina Valido García                                                                  | 1/350   | |
|         | Unión del Pueblo Navarro             | Alberto Catalán Higueras                                                                | 1/350   | |
|         | Podemos                              | Ione Belarra Urteaga, Javier Sánchez Serna, Noemí Santana Perera, Martina Velarde Gómez | 4/350   | Desde el 5 de diciembre de 2023, con el abandono del GP Plurinacional SUMAR de 5 diputados de Podemos, y una diputada menos desde el 26 de enero de 2024, tras la entrega del acta por parte de la diputada de Podemos Lilith Verstrynge, que fue substituida por la diputada Candela López, de Catalunya en Comú, la cual se incorporó al GP Plurinacional SUMAR. |
|         | Ex-Partido Socialista Obrero Español | José Luis Ábalos                                                                        | 1/350   | Desde el 27 de febrero de 2024. |
| Total   | Total                                | Total                                                                                   | 8/350   | |

##### Antiguos miembros
| Partido | Partido | Diputados         | Escaños | Notas |
| ------- | ------- | ----------------- | ------- | --- |
|         | Podemos | Lilith Verstrynge | 1/350   | Perteneciente a Podemos, fue diputada del GP Plurinacional SUMAR hasta el 5 de diciembre de 2023 y, desde esa fecha hasta su renuncia el 26 de enero de 2024, diputada del Grupo Mixto, fecha en la que cedió su acta a Candela López, de Catalunya en Comú. |

#### Senado
Tras las elecciones generales de 2023 se debe realizar la Sesión Constitutiva establecida para el 17 de agosto de 2023 en la que se compondran los grupos parlamentarios. 
| Partido | Partido                  | Senadores                                                                   | Escaños | Notas |
| ------- | ------------------------ | --------------------------------------------------------------------------- | ------- | ----- |
|         | Vox                      | Ángel Pelayo Gordillo Moreno Fernando Carbonell Tatay Paloma Gómez Enríquez | 3/264   |       |
|         | Unión del Pueblo Navarro | María del Mar Caballero Martínez                                            | 1/264   |       |
| Total   | Total                    | Total                                                                       | 4/264   |       |

## Composiciones anteriores

### XIV Legislatura

#### Congreso de los Diputados
Tras las elecciones generales del 10 de noviembre de 2019 y de la Sesión Constitutiva del 21 de mayo de 2019, la mesa del congreso decidió extender el periodo para conformar grupos parlamentarios y varios partidos que no cumplían por ellos mismos los requisitos para tener grupo propio se unieron para formar el grupo Plural, aunque posteriormente en enero de 2020 los partidos de CC, NC, PRC y TE abandonaran el grupo Plural y se unieran al grupo mixto.
Desde entonces el grupo mixto en el Congreso de los Diputados fue integrado por los siguientes grupos:
| Partido | Partido                           | Diputados                           | Escaños | Notas |
| ------- | --------------------------------- | ----------------------------------- | ------- | --- |
|         | Candidatura de Unidad Popular     | Mireia Vehí, Albert Botran          | 2/349   | |
|         | Coalición Canaria-Nueva Canarias  | Ana Oramas, María Fernández         | 2/349   | Ambas pertenecen a Coalición Canaria                                                                       |
|         | Ex-Unión del Pueblo Navarro       | Sergio Sayas, Carlos García Adanero | 2/349   | Ambos se presentaron bajo la candidatura de Navarra Suma que la conforman UPN, PP y Ciudadanos en Navarra. |
|         | Foro Asturias                     | Isidro Martínez Oblanca             | 1/349   | |
|         | Partido Regionalista de Cantabria | José María Mazón                    | 1/349   | |
|         | Teruel Existe                     | Tomás Guitarte                      | 1/349   | |
|         | Ex-Unidas Podemos                 | María del Carmen Pita Cárdenes      | 1/349   | Dejó el grupo parlamentario de Unidas Podemos el 24 de marzo de 2022                                       |
|         | Ex-Ciudadanos                     | Pablo Cambronero Piqueras           | 1/349   | Dejó el grupo parlamentario de Ciudadanos el 17 de marzo de 2021                                           |
| Total   | Total                             | Total                               | 11/349  | |

##### Antiguos miembros
| Partido | Partido                          | Diputados     | Escaños | Notas |
| ------- | -------------------------------- | ------------- | ------- | --- |
|         | Coalición Canaria-Nueva Canarias | Pedro Quevedo | 1/349   | Perteneciente a Nueva Canarias, fue diputado junto Ana Oramas hasta renuncia a su acta y cedérsela a María Fernández de Coalición Canaria. |

#### Senado
Tras las elecciones generales del 10 de noviembre de 2019 y de la Sesión Constitutiva, el grupo mixto del Senado fue integrado por los siguientes grupos:
| Partido | Partido                  | Senadores                                                                   | Escaños | Notas |
| ------- | ------------------------ | --------------------------------------------------------------------------- | ------- | --- |
|         | Vox                      | Jacobo González-Robatto, José Manuel Marín Gascón, Yolanda Merelo Palomares | 3/263   | |
|         | Independientes           | Emilio Argüeso Torres, Ruth Goñi Sarries                                    | 2/263   | Ambos ex-miembros de Ciudadanos que abandonaron el Grupo parlamentario de Ciudadanos y se unieron al grupo mixto el 22 de marzo de 2021. Ruth Goñi se presentó bajo la candidatura de Navarra Suma al Senado. |
|         | Partido Aragonés         | Clemente Sánchez-Garnica Gómez                                              | 1/263   | |
|         | Unión del Pueblo Navarro | Alberto Catalán Higueras                                                    | 1/263   | Se presentó bajo la candidatura de Navarra Suma al Senado. |
| Total   | Total                    | Total                                                                       | 7/263   | |

##### Antiguos miembros
| Partido | Partido                           | Senadores                                           | Escaños | Notas                                                               |
| ------- | --------------------------------- | --------------------------------------------------- | ------- | ------------------------------------------------------------------- |
|         | Teruel Existe                     | Beatriz Martín Larred, Joaquín Vicente Egea Serrano | 2/263   | Se unieron al grupo parlamentario Democrático creado por Ciudadanos |
|         | Partido Regionalista de Cantabria | José Miguel Fernández Viadero                       | 1/263   | Se unieron al grupo parlamentario Democrático creado por Ciudadanos |
|         | Agrupación Socialista Gomera      | Fabián Chinea Correa                                | 1/263   | Se unió al grupo parlamentario de Izquierda Confederal              |

## Composición por Legislaturas
| Congreso de los Diputados | Congreso de los Diputados                                                                         | Congreso de los Diputados | Congreso de los Diputados |
| Legislatura               | Composición                                                                                       | Escaños                   | Notas |
| ------------------------- | ------------------------------------------------------------------------------------------------- | ------------------------- | --- |
| X Legislatura             | Amaiur: 7 ERC: 3 BNG: 2 CC-NC: 2 Compromís-Equo: 1 FAC: 1 Geroa Bai: 1 UPN: 1                     | 18/350                    | |
| XI Legislatura            | Compromís: 4 IU-UPeC: 2 EH Bildu: 2 UPN: 2 CC-PNC: 2 FAC: 1 NC: 1 Ex-PP: 1                        | 14/350                    | El diputado del PP Pedro Ramón Gómez de la Serna fue expulsado del Grupo Parlamentario Popular. El PP rechazó inscribirlo en su grupo en diciembre de 2015 tras abrirle expediente por presuntas comisiones ilegales y el 13 de enero de 2016 solicitó la baja del PP y se integró formalmente en el Grupo Mixto, manteniendo su escaño como independiente. |
| XII Legislatura           | CDC: 8 Compromís: 4 EH Bildu: 2 UPN: 2 CC-PNC: 1 FAC: 1 NC: 1                                     | 19/350                    | |
| XIII Legislatura          | JxCAT: 7 EH Bildu: 4 CC-PNC: 2 NA+: 2 Compromís: 1 PRC: 1 ERC: 1                                  | 18/350                    | Los dos diputados de la Coalición Navarra Suma (NA+) pertenecen a UPN. Oriol Junqueras (ERC) no fue adscrito al Grupo Parlamentario Republicano porque estaba suspendido de funciones tras su ingreso en prisión preventiva y la normativa de la Cámara impide que los diputados suspendidos integren grupos parlamentarios. De manera similar, los diputados de Junts per Catalunya Jordi Sànchez, Jordi Turull y Josep Rull también fueron suspendidos por el mismo motivo. La Mesa del Congreso rechazó la creación de un grupo propio de JxCat al no cumplir con los requisitos mínimos exigidos. |
| XIV Legislatura           | CUP: 2 CC-NC: 2 Ex-UPN: 2 Foro Asturias: 1 PRC: 1 Teruel Existe: 1 Ex-Podemos: 1 Ex-Ciudadanos: 1 | 11/349                    | Sergio Sayas y Carlos García Adanero, ambos de UPN, se presentaron bajo la candidatura de Navarra Suma y fueron suspendidos de militancia por votar contra la reforma laboral pactada por su partido con el Gobierno. Pablo Cambronero fue elegido en las listas de Ciudadanos por Sevilla, y el 17 de marzo de 2021 abandonó el partido por discrepancias ideológicas y pasó a ocupar escaño como diputado independiente en el Grupo Mixto. Algo similar ocurrió con María del Carmen Pita, elegida por Las Palmas con Unidas Podemos que abandonó el grupo parlamentario el 24 de marzo de 2022 por desacuerdo con la dirección del partido. La coalición Coalición Canaria – Nueva Canarias (CC-NC) obtuvo dos escaños, uno de Coalición Canaria por Santa Cruz de Tenerife y otro de Nueva Canarias por Las Palmas, sin embargo a mitad de legislatura el diputado de Nueva Canarias Pedro Quevedo cesó como diputado y fue sustituido por María Fernández de Coalición Canaria, pasando a ser las dos diputadas de esta coalición de Coalición Canaria. |
| XV Legislatura            | BNG: 1 CC: 1 UPN: 1 Podemos: 4 Ex-PSOE: 1                                                         | 8/350                     | Podemos se presentó en las listas de Sumar y formó parte de su grupo parlamentario (GP Plurinacional SUMAR) hasta el 5 de diciembre de 2023 tras abandonarlo por diferencias internas sobre la estrategia política y la autonomía del grupo. El 26 de enero de 2024, su diputada Lilith Verstrynge entregó su acta de diputada y fue substituida por la diputada Candela López de Catalunya en Comú la cual se incorporó al GP Plurinacional SUMAR. José Luis Ábalos fue elegido en las listas del PSOE por Valencia, fue suspendido de militancia en 2024 tras su implicación en una investigación judicial sobre presuntas irregularidades, abandonó el GP Socialista pero mantuvo su escaño, pasando al Grupo Mixto como diputado no adscrito, para defenderse con mayor libertad fuera del grupo socialista. |